# Großer Woising
Der Große Woising ist ein 2064 m ü. A. hoher Gipfel im Toten Gebirge an der Grenze der Steiermark zu Oberösterreich.

## Lage
Gegen Nordosten bricht der aus Dachsteinkalk der Trias aufgebaute Berg steil zum Almsee hin ab. Im Südwesten überragt er den Henarwald und die mit Latschen bewachsene Hochfläche des Toten Gebirges zum Albert-Appel-Haus hin. Etwa 600 m westlich befindet sich der 1879 m hohe Kleine Woising.
Vom oberösterreichischen Zentralraum und Linz aus ist der Große Woising aufgrund seiner halbkugelförmigen Aufragung etwa in der Mitte der Silhouette des Toten Gebirges leicht zu erkennen.

## Zustiege
Der Große Woising ist vom Appelhaus zuerst 200 m entlang des Weitwanderweges 201/E4 Richtung Pühringerhütte und dann nach Nordosten abzweigend über den markierten Weg Nr. 232 in 2 Stunden zu erreichen.
Am Gipfel des Woising befindet sich ein Gipfelkreuz und liegt ein Gipfelbuch aus.